# Sungai Sahut
Sungai Sahut is een bestuurslaag in het regentschap Merangin van de provincie Jambi, Indonesië. Sungai Sahut telt 3969 inwoners (volkstelling 2010).